# Chen Szu-yuan
Chen Szu-yuan (7 de fevereiro de 1981) é um arqueiro taiwanês, medalhista olímpico.

## Carreira
Chen Szu-yuan representou seu país nos Jogos Olímpicos em 2004 e 2008, ganhando a medalha de prata por equipes em 2004. 